# Bursovaginoidea
Bursovaginoidea is een orde in de taxonomische indeling van de tandmondwormen (Gnathostomulida).

## Onderliggende taxonomie
- Familie Agnathiellidae
  - Geslacht Agnathiella
  - Geslacht Paragnathiella
- Familie Austrognathiidae
  - Geslacht Austrognatharia
  - Geslacht Austrognathia
  - Geslacht Triplignathia
- Familie Clausognathiidae
  - Geslacht Clausognathia
- Familie Gnathostomariidae
  - Geslacht Gnathostomaria
- Familie Gnathostomulidae
  - Geslacht Chirognathia
  - Geslacht Corculognathia
  - Geslacht Gnathostomula
  - Geslacht Ratugnathia
  - Geslacht Semaeognathia
- Familie Mesognathariidae
  - Geslacht Labidognathia
  - Geslacht Mesognatharia
  - Geslacht Tenuignathia
- Familie Onychognathiidae
  - Geslacht Goannagnathia
  - Geslacht Nanognathia
  - Geslacht Onychognathia
  - Geslacht Valvognathia
  - Geslacht Vampyrognathia
- Familie Paucidentulidae
  - Geslacht Paucidentula
- Familie Problognathiidae
  - Geslacht Problognathia
- Familie Rastrognathiidae
  - Geslacht Rastrognathia